# Milanli (Qubadli)
Milanli est un village de la région de Qubadli en Azerbaïdjan.

## Histoire
En 1993-2020, Milanli était sous le contrôle des forces armées arméniennes. En 2020, le village de Milanli a été restitué sous le contrôle de l'Azerbaïdjan.